# Plant Systematics and Evolution
Plant Systematics and Evolution (abreviado Pl. Syst. Evol.) es una revista ilustrada con descripciones botánicas que es editada en Viena. Se publica desde el año 1974 hasta ahora. Fue precedida por Oesterreichische Botanische Zeitschrift.